# 三福淨業
三福淨業，又稱作淨業三福，語出《觀無量壽佛經》，是一切欲得生西方極樂國土者當修。亦是三世諸佛淨業正因。

## 內容
- 一者孝養父母、奉事師長、慈心不殺、修十善業。
- 二者受持三歸、具足眾戒、不犯威儀。
- 三者發菩提心、深信因果、讀誦大乘、勸進行者。